# Sant Pere d'Alfés
Sant Pere d'Alfés és una església parroquial d'Alfés (Segrià), protegida com a bé cultural d'interès local.

## Descripció
És un temple amb diferent etapes constructives on destaca la part romànica per ser la part més important. Es tracta d'una església de reduïdes dimensions, amb una sola nau, volta d'obra i absis semicircular amb dues capelles laterals. Als peus, s'alça un campanar de secció quadrada, amb dos cossos diferenciats pel que fa a les dimensions, al superior dels quals es troben les quatre obertures per les campanes. Apareix rematada amb una balustrada. La nau central està coberta a dues vessants, i a l'exterior de l'absis es pot veure un petit ràfec amb motllura sostinguda per mènsules. Al mur s'obre una finestra d'arc de mig punt i d'una esqueixada.
L'aparell combina pedra molt ben escairada amb carreus un poc més irregulars.

## Història
De l'època gòtica han restat detalls a l'interior, així com fragments d'un altar conservat al Museu de Lleida Diocesà i Comarcal. Les intervencions posteriors no han aportat artísticament res de destacable. L'any 1907 es va fer una nova porta imitant l'estil romànic.